# David Vuillemin
David Vuillemin (Berre-l'Étang, 18 oktober 1977) is een Frans voormalig motorcrosser.

## Carrière
Vuillemin begon op achtjarige leeftijd met motorcross, en werd getraind door zijn vader Didier, die zelf professioneel gereden heeft. Vuillemin had veel succes als amateur en won verschillende wedstrijden in Frankrijk. Zijn eerste grote wedstrijd won hij in 1994, een supercross in Metz. In 1996 begon hij af te wisselen tussen de Verenigde Staten, waar hij deelnam aan het 125 cc SX West Coast kampioenschap, en het Wereldkampioenschap motorcross. In 1997 reed hij zijn eerste volledige wereldkampioenschap 125 cc met Yamaha, waarin hij zesde werd. In 1998 verloor Vuillemin de strijd om de wereldtitel 125 cc van de Italiaan Alessio Chiodi. Hij besloot om in 1999 in de 250cc uit te komen. Dat najaar werd hij derde, achter Frédéric Bolley en Pit Beirer. Dat jaar won hij wel het Wereldkampioenschap Supercross, dat in Europa verreden werd.
Vanaf 2000 trok Vuillemin voorgoed naar de Verenigde Staten, waar hij ook voor Yamaha uitkwam. In zijn debuutseizoen won hij vier supercrosswedstrijden en twee outdoor wedstrijden. In 2001 brak hij zijn sleutelbeen en kwam niet in aanmerking voor de betere ereplaatsen. Dat jaar won hij met de Franse ploeg de Motorcross der Naties. In 2002 wist hij weer verschillende wedstrijden te winnen en stond aan de leiding in het supercrosskampioenschap tot hij zijn schouderblad brak.
De volgende jaren stond hij verschillende keren op het podium en eindigde telkens in de top vijf, maar titels haalde hij niet. Vanaf 2006 kwam hij uit op Honda. Na onenigheid met zijn teammanager besloot Vuillemin het team te verlaten en als privérijder terug op Yamaha uit te komen. Hij eindigde dat seizoen als zevende. In 2007 zat hij opnieuw op Honda en eindigde als zesde en tiende in het supercross en outdoor kampioenschap. In 2008 tekende Vuillemin voor Suzuki. Verschillende blessures zorgden ervoor dat Vuillemin in 2009 terug naar het Wereldkampioenschap MX1 terugkeerde, op Kawasaki. Hij eindigde het seizoen buiten de top tien.
Na 2009 ging Vuillemin aan de slag als coach en teammanager.

## Palmares
- 1999: Wereldkampioen Supercross
- 2001: Winnaar Motorcross der Naties

| 1            | 1998 | Frankrijk          | Château-du-Loir     |
| 2            | 1998 | San Marino         | Borgo Maggiore      |
| 3            | 1998 | België             | Nismes              |
| 4            | 1998 | Italië             | Montevarchi         |
| 250cc-klasse |      |                    |                     |
| 5            | 1999 | Griekenland        | Megalopolis         |
| 6            | 1999 | Europa (Frankrijk) | Saint-Jean-d'Angély |